# Nyborg (stacja kolejowa)
Nyborg - stacja kolejowa w Nyborg, w regionie Dania Południowa, w Danii. Znajdują się tu 2 perony.
Obecna stacja została wybudowana z okazji otwarcia mostu nad Wielkim Bełtem w 1995. Stacja jest obsługiwana przez pociągi Danske Statsbaner.

## Połączenia
- Århus
- Esbjerg
- Fredericia
- Kopenhaga Centralna
- Kopenhaga Kastrup
- Kopenhaga Østerport
- Lindholm
- Sønderborg